# PewPew (відеогра)
PewPew — це серія ігор для iOS / Android 2009 року від французького розробника Жана-Франсуа Жейєліна. Продовження під назвою PewPew 2 було випущено 6 травня 2010 року. Це ретро-тематична гра-стрілялка, схожа на Geometry Wars.

## Критичне сприйняття

### PewPew
Pocket Gamer поставив їй 8/10, написавши: "Якщо у вас є телефон Android, то цю гру майже необхідно завантажити; будемо сподіватися, що юристи Bizarre Creations не нападуть із мертвих, щоб заблокувати її розповсюдження ". Knowyourmobile дав грі 5/5 зірок, прокоментувавши: «Це не тільки гідна данина одному з найкращих бластерів з подвійними джойстиками, але й одна з найбільш захоплюючих екшенів для Android, які ми мали задоволення використовувати цього року». DroidLife сказав: «Він бере виграшну формулу серії Geometry Wars і безжально її зриває; я не думаю, що в цьому є сумніви. Однак він досить добре відтворив подвійний джойстик контролера Xbox 360 через дві чудові екранні ручки керування, які швидко реагують».

### PewPew 2
PewPew 2 має рейтинг на Metacritic 90 % на основі 4-х рецензій критиків.
SlideToPlay сказав: «PewPew 2 — ідеальна заміна для Geometry Wars на iPhone». AppSpy сказав: «Без сумніву, PewPew 2 виходить за межі першої гри, що робить її легким вибором для шанувальників, але якщо ви все ще вагаєтесь щодо покупки цієї чудової гри, ви завжди можете спробувати першу гру безкоштовно!» 148apps написав: «Не намагаючись звучати занадто позитивно про гру, я в захваті, що хтось нарешті намагається вивести жанр dual-stick з його маленької коробки». TouchArcade заявив: «Поточна версія PewPew 2 є однією з найкращих доступних шутерів із подвійною ручкою та цілком заслуговує на свою скромну ціну».

## PewPew Live
Продовження PewPew 2, PewPew Live, було випущено 20 червня 2020 року. Це перша гра в серії, яка включає локальну та онлайн багатокористувацьку гру, а також підтримку на рівні спільноти. Рівні спільноти написані мовою Lua. На багато нових функцій сильно вплинула спільнота гри. Кілька нових доповнень — це переклади, зроблені спільнотою на 30 мов світу, покращені налаштування корабля, різні режими візуалізації та система облікових записів. Це дозволяє блокувати гравців, які використовували додаткові інструменти для нечесної гри. Кількість швидких пауз на матч, яка була перевагою в PewPew і PewPew 2, також була обмежена.

## PewPew Live 2
Оновлення PewPew Live, доступ до якого буде платним, зараз розробляється. Він буде містити нові режими, музику, кораблі тощо. Єдиний новий режим, про який офіціально відомо, це "Partitioner ", який базується на ігровому процесі векторної гри Atari Quantum.